# Преложе при Локви
Преложе при Локви (словен. Prelože pri Lokvi, итал. Prelose di Corgnale) је насељено место у општини Сежана, Обално-крашка регија, Словенија.

## Историја
До територијалне реорганизације у Словенији било је у саставу старе општине Сежана.

## Становништво
У попису становништва из 2011. године, Преложе при Локви је имало 76 становника.
| Број становника према пописима | Број становника према пописима | Број становника према пописима |
| ------------------------------ | ------------------------------ | ------------------------------ |
| 1991                           | 2002                           | 2011                           |
| 93                             | 81                             | 76                             |

Напомена: До 1955. исказовано под именом Преложе.